# 菅田比売神社
菅田比売神社・菅田比賣神社(すがたひめじんじゃ)は、奈良県大和郡山市筒井町(筒井城跡地)に鎮座する神社。
添下郡の式内社で、菅田神社と対をなす神社と考えられている。
醍醐天皇、延喜の制、祈年祭で鍬靱の幣に預かる。
元は、「篠田社(信田宮)」と称し、現在地の500m程北方の筒井小学校東側の北篠田と呼ばれる地に鎮座していたと伝わる。

## 概要
祭神は、結論からいうと伊豆能賣神である。しかしながら、延喜式神明帳には、「菅田比賣神社二座」と記されている。また、特選神名牒、及び神祇志料では、菅田比賣神・天久斯麻比止都命を祭神と記し、大和志料でも、伊豆能賣神は疑わしいとしている。伊豆能賣神は、伊邪那岐が黄泉の国から戻って禊をしたときに生まれた神で、伊豆は『厳』で斎清める神。しかし、社名からも菅田比賣神を祀っていたことは明らかである。

## 境内社
- 八幡神社(祭神:誉田別命)
- 春日神社(天児屋根命)
- 高良神社(武内宿禰)
- 加茂神社(事代主神)
- 稲荷神社(稲荷大明神)
- 持佛堂(薬師如来坐像)[5]